# 9th Vermont Infantry

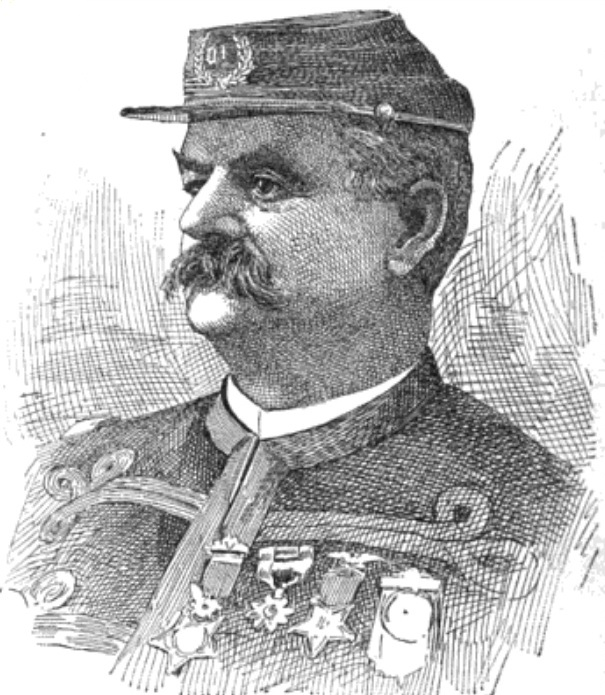
Erastus W. Jewett, récipiendaire de la médaille d'honneur de la guerre de sécession avec le 9th Vermont.

Le 9th Regiment, Vermont Volunteer Infantry (ou 9 VVI) est un régiment d'infanterie d'une durée de trois années de l'armée de l'Union pendant la guerre de Sécession. Il sert sur le théâtre oriental, de juillet 1862 à décembre 1865. Il sert dans le VIIe, XVIIe et XXIVe corps.

## Historique

### Organisation
La levée du 9th Vermont Infantry fait suite à la réception le 21 mai 1862 par le gouverneur Holbrook d'une dépêche du département à la Guerre réclamant un régiment supplémentaire d'infanterie de l'État du Vermont. Le lieutenant-colonel Stannard du 2nd Vermont Infantry participe à la levée du nouveau régiment (p182).
Les compagnies levées sont les suivantes :
- Compagnie A : de Swanton, le 14 juin, capitaine V. G. Barney
- Compagnie B : de Ruthland, le 20 juin, capitaine Edward H. Ripley
- Compagnie C : de Middlebury, le 24 juin, capitaine Albert R. Sabin
- Compagnie D : de Perkinsville, le 25 juin, capitaine Charles Jarvis
- Compagnie E : d'Irasbrugh, le 25 juin, capitaine Amasa Barlett
- Compagnie F : de Burlington, le 25 juin, capitaine George A. Beebe
- Compagnie G : de Bradford, le 26 juin, capitaine William J. Henderson
- Compagnie H : de Hyde Park, le 27 juin, capitaine Abial H. Slayton
- Compagnie I : de Plainfield, le 30 juin, capitaine Albion J. Mower
- Compagnie K : de Brattleboro, le 3 juillet, capitaine David W. Lewis

L'ensemble des compagnies se rassemblent à Brattleboro lors de la dernière semaine de juin et la première semaine de juillet. Le régiment est équipé de fusils belges(p183),.

### Campagnes
Le 9th Vermont Infantry est capturé lors de la bataille de Harpers Ferry au cours de la campagne du Maryland de 1862, mais plus tard, combat bien avec les VIIe, XVIIIe et XXIVe corps dans l'est de la Virginie et la Caroline du Nord, et est l'une des premières unités à entrer dans Richmond, en Virginie, en avril 1865.
Le régiment entre en service fédéral le 9 juillet 1862, à Brattleboro, au Vermont.
Il est engagé dans, ou présents à, Harper's Ferry, Newport Barracks, Chaffin's Farm, Fair Oaks et la chute de Richmond. Il paricipe à la campagne d'Appomattox.
Le régiment perd au cours de sa durée de service : 23 hommes tués et blessés mortellement, 5 morts d'un accident, 2 de suicide, 36 morts dans les prisons confédérés et 232 morts de maladie ; pour une perte totale de 298 hommes.
Le régiment quitte le service le 1er décembre 1865.

## Commandants
- George J. Stannard[7]
- Dudley Kimball Andross[8]
- Edward H. Ripley[9]
- Valentin G. Barney (par Intérim)[10]

## Membres notables
- Erastus W. Jewett, médaillé d'honneur[11].
- Abel E. Leavenworth, capitaine de la compagnie K ; adjoint de l'adjudant-général, du district d'Appomattox[12].
- Josias O. Livingston, médaillé d'honneur[13].
- Theodore S. Peck, récipiendaire de la médaille d'honneur, adjudant-général, de la garde nationale du Vermont[14].